# Fonz
Fonz – gmina w Hiszpanii, w prowincji Huesca, w Aragonii, o powierzchni 51,86 km². W 2011 roku gmina liczyła 982 mieszkańców.